# Августівський повіт
Августівський повіт (пол. Powiat augustowski) — один з 14 земських повітів Підляського воєводства Польщі.
Утворений 1 січня 1999 року в результаті адміністративної реформи.

## Загальні дані
Адміністративний центр — місто Августів.
Станом на 1.01.2008 населення становить 58 867 осіб, площа 1659,39 км².

## Демографія
Демографічні дані повіту станом на 30.06.2008:
|       | Всього | Всього | Жінки  | Жінки | Чоловіки | Чоловіки |
| ----- | ------ | ------ | ------ | ----- | -------- | -------- |
|       | осіб   | %      | осіб   | %     | осіб     | %        |
| Повіт | 58 871 | 100    | 30 013 | 50,98 | 28 858   | 49,02    |
| Міста | 32 855 | 100    | 17 365 | 52,85 | 15 490   | 47,15    |
| Села  | 26 016 | 100    | 12 648 | 48,62 | 13 368   | 51,38    |